# Kopenhagener Seen

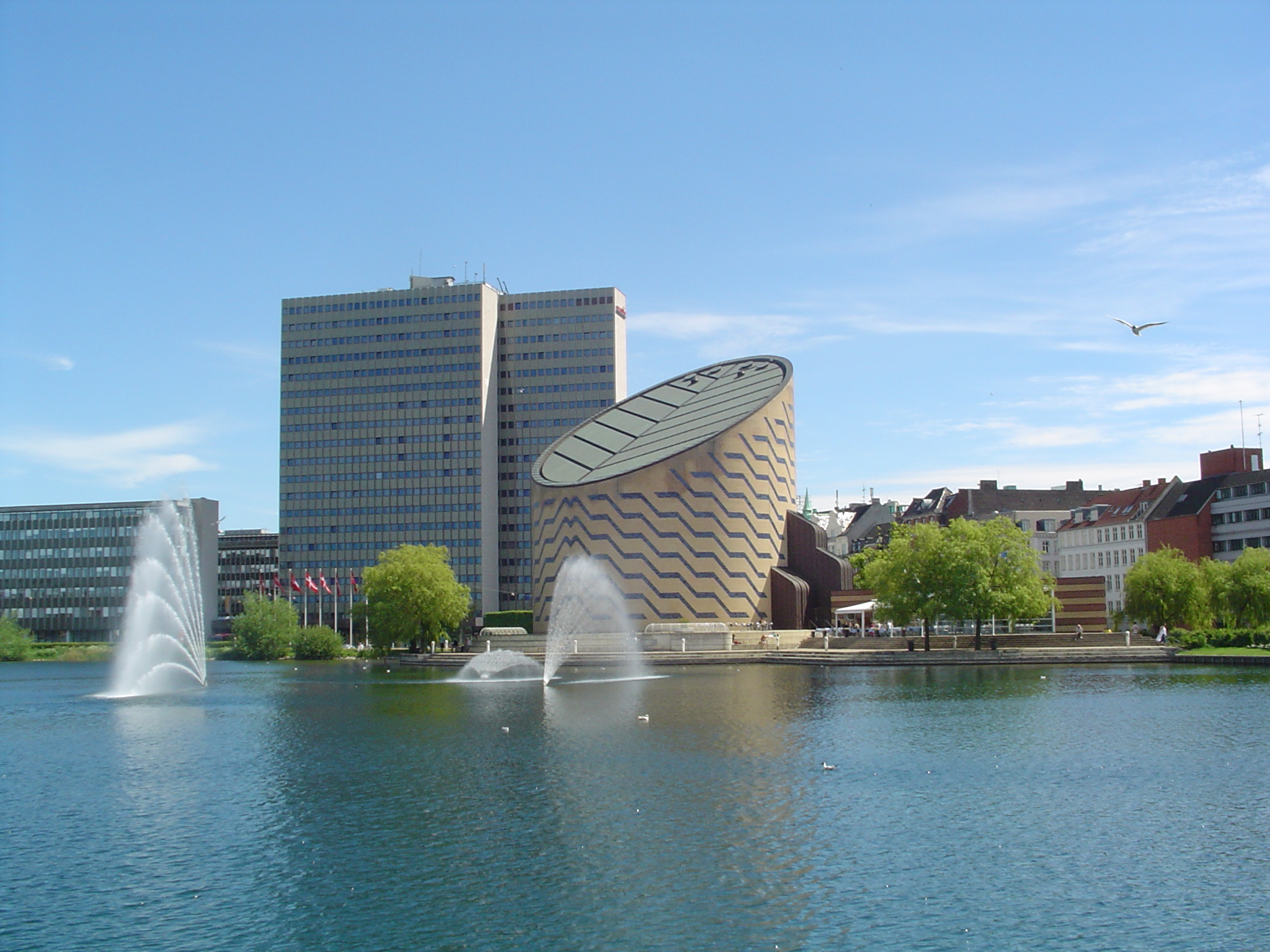
Das Tycho-Brahe-Observatorium am Sankt-Joergens-See

Die Kopenhagener Seen – im dortigen Sprachgebrauch Søerne genannt – sind drei ineinander übergehende Gewässer, die die Kopenhagener Innenstadt in einem großen, flachen Bogen umgeben.
Der Sankt-Joergens-See (dän. Skt. Jørgens Sø, 55° 40′ 43″ N, 12° 33′ 29″ O), der Peblinge-See (Peblinge Sø, 55° 41′ 4″ N, 12° 33′ 42″ O) und der Sortedams-See (Sortedams Sø, 55° 41′ 31″ N, 12° 34′ 16″ O) sind ehemalige aufgestaute Gewässer, die vor den Toren der Stadt und auch außerhalb der früheren Befestigungsanlagen liegen bzw. lagen. Im Zuge der Stadtentwicklung wurden die Seen zu großen Bassins eingefasst und trennen die eigentliche Innenstadt von den umliegenden Stadtteilen.
Die Seen bilden für die Bewohner von Frederiksberg und Nørrebro bedeutende Naherholungsgebiete, der gesamte Umfang aller drei Bassins beträgt 6350 Meter und ist eine beliebte Strecke für Laufsportler. 
Am Ufer des Sct-Jørgens-Sees befindet sich das Tycho-Brahe-Observatorium. 